# Yalçın Kayan
Yalçın Kayan (Esmirna, 30 de enero de 1999) es un futbolista turco. Su posición es mediocampista y su club es el Eyüpspor de la Superliga de Turquía.

## Clubes

### Inicios y Göztepe SK
Tuvo sus inicios en los equipos juveniles del Altay SK, después paso al Altınordu FK y posteriormente también jugó en el Karşıyaka SK. Después de su paso por los equipos juveniles de estos clubes se da su llegada al Göztepe SK en el año 2016 en donde comienza jugando para el equipo Sub-19, tras sus buenas actuaciones fue promovido al equipo Sub-21.
Su debut como profesional se da el 15 de septiembre de 2018 en un partido de la Superliga de Turquía ante Kayserispor, Kayan entró de cambio al minuto 90' por Yasin Öztekin. Su primer gol con el club y como profesional fue el 12 de diciembre del 2020 en un partido de liga ante el Çaykur Rizespor, en este encuentro Kayan entró de cambio al minuto 56' y marcó gol al 66', su equipo terminó cayendo por marcador de tres a dos.

## Estadísticas

### Clubes
Actualizado al último partido jugado el 10 de agosto de 2024.
| Göztepe S. K. Turquía                                                                | 1.ª                 | 2018-19             | 2   | 0  | 3  | 0 | - | - | 5   | 0  | 0.00 |
| Göztepe S. K. Turquía                                                                | 1.ª                 | 2019-20             | 12  | 0  | 6  | 0 | - | - | 18  | 0  | 0.00 |
| Göztepe S. K. Turquía                                                                | 1.ª                 | 2020-21             | 18  | 2  | 2  | 0 | - | - | 20  | 2  | 0.10 |
| Göztepe S. K. Turquía                                                                | 1.ª                 | 2021-22             | 23  | 0  | 1  | 0 | - | - | 24  | 0  | 0.00 |
| Göztepe S. K. Turquía                                                                | 2.ª                 | 2022-23             | 34  | 2  | 2  | 0 | - | - | 36  | 2  | 0.06 |
| Göztepe S. K. Turquía                                                                | 2.ª                 | 2023-24             | 34  | 9  | 1  | 0 | - | - | 35  | 9  | 0.28 |
| Göztepe S. K. Turquía                                                                | 1.ª                 | 2024-25             | 1   | 0  | -  | - | - | - | 1   | 0  | 0.00 |
| Göztepe S. K. Turquía                                                                | Total               | Total               | 124 | 13 | 15 | 0 | 0 | 0 | 139 | 13 | 0.09 |
| Total en su carrera                                                                  | Total en su carrera | Total en su carrera | 124 | 13 | 15 | 0 | 0 | 0 | 139 | 13 | 0.09 |
| (1) Incluye datos de la Copa de Turquía. (2) No incluye goles en partidos amistosos. |                     |                     |     |    |    |   |   |   |     |    |      |